# Luan Polli
Luan Polli Gomes (Meleiro, Santa Catarina, Brasil, 6 de abril de 1993) es un futbolista brasileño que juega como portero en el Coritiba del Campeonato Brasileño de Serie A.

## Trayectoria
Nacido en Meleiro, Santa Catarina, Luan se unió a la cantera juvenil de Figueirense en 2009, a la edad de 15 años. El 2 de septiembre de 2012 fue cedido a préstamo al Flamengo hasta junio de 2013.
Luan fue ascendido al equipo principal en 2013 y posteriormente renovó su contrato de préstamo por un año más. Hizo su debut con el primer equipo el 16 de marzo de 2014, comenzando en un empate 2 a 2 en casa contra Bangu.
Luan regresó a Figueira en el verano de 2014, y debutó con el primer equipo y en la Serie A el 10 de septiembre, jugando los 90 minutos en un empate 1 a 1 en casa contra Fluminense.